# Fluoróza

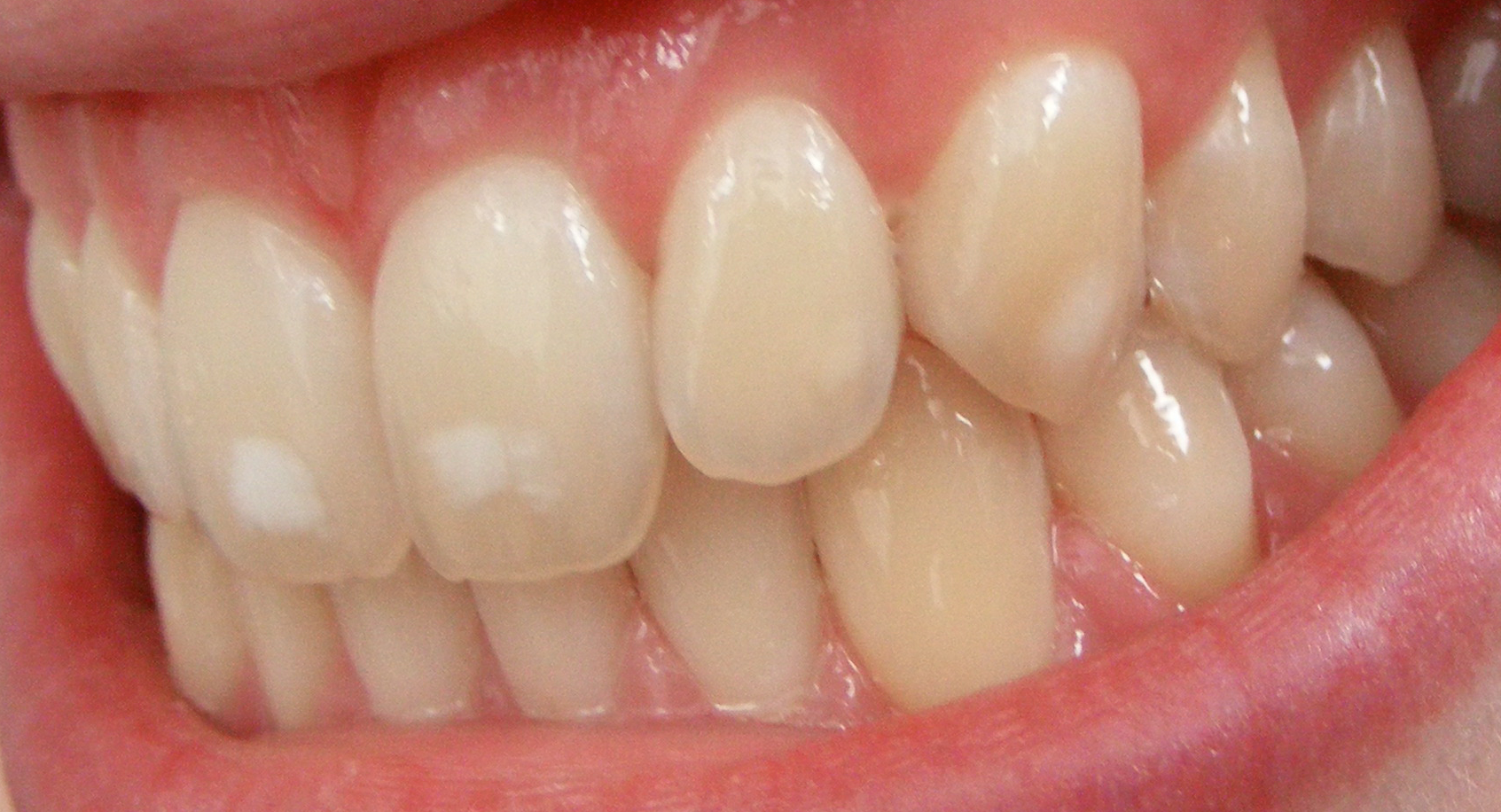
Fluoróza

Fluoróza je onemocnění způsobené nadměrným příjmem fluoridových solí. Fluoróza zubní skloviny způsobuje zbarvení zubů a je vyvolána příliš velkým přívodem fluoru v době mineralizace skloviny. Fluoróza způsobuje viditelné matně bělavé, u závažnějších poškození žlutohnědé nebo hnědé skvrnky nebo také proužky. Projevy fluorózy kostí je remodelace kostí, známky osteosklerózy a vystupňování novotvarů a resorpce kostí.
Zdrojem nadměrného množství fluoru může být pitná voda s vysokou hladinou fluoru nebo časté polykání zubní pasty. Fluoridy se mohou do krajiny dostat se sopečným popelem, množství otrav způsobila například v 19. století sopka Eyjafjallajökull. Fluorózu může jako nežádoucí účinek způsobit také fluoridová léčba, která se používá například při léčbě osteoporózy, zejména při vysokém či nadměrném dávkování. Za normální denní dávku fluoridů v potravě je považováno 0,3 až 0,5 mg a měla by postačovat k prevenci zubního kazu a ke zdravému vývoji kostí a zubů. Nachází-li se v používané pitné vodě 2 až 4 mg/l, dochází ke tvorbě tmavších skvrn na zubní sklovině. Denní příjem fluoru přes 8 mg už způsobuje remodelace kostí, známky osteosklerózy a vystupňování novotvarů a resorpce kostí. Při fluoridové léčbě s denními dávkami 20 až 80 mg se vážné klinické projevy fluorózy objevují po 10 až 20 letech léčby, ale někdy i mnohem dříve.